# Conseil législatif de Nouvelle-Galles du Sud
Pour les autres articles nationaux ou selon les autres juridictions, voir Conseil législatif.
58e législature de Nouvelle-Galles du Sud
Parliament House
Le Conseil législatif de Nouvelle-Galles du Sud (en anglais : New South Wales Legislative Council) est la chambre haute du Parlement de Nouvelle-Galles du Sud, un État de l'Australie. Elle siège à Sydney, la capitale de l'État.
Le Conseil législatif compte aujourd'hui 42 membres, élus pour un mandat fixe de huit ans. Chaque membre est élu selon un système proportionnel et préférentiel en utilisant la méthode du vote unique transférable.

## Histoire
Les femmes obtiennent le droit de vote en 1902 et celui de se présenter au Conseil législatif en 1918.

## Système électoral

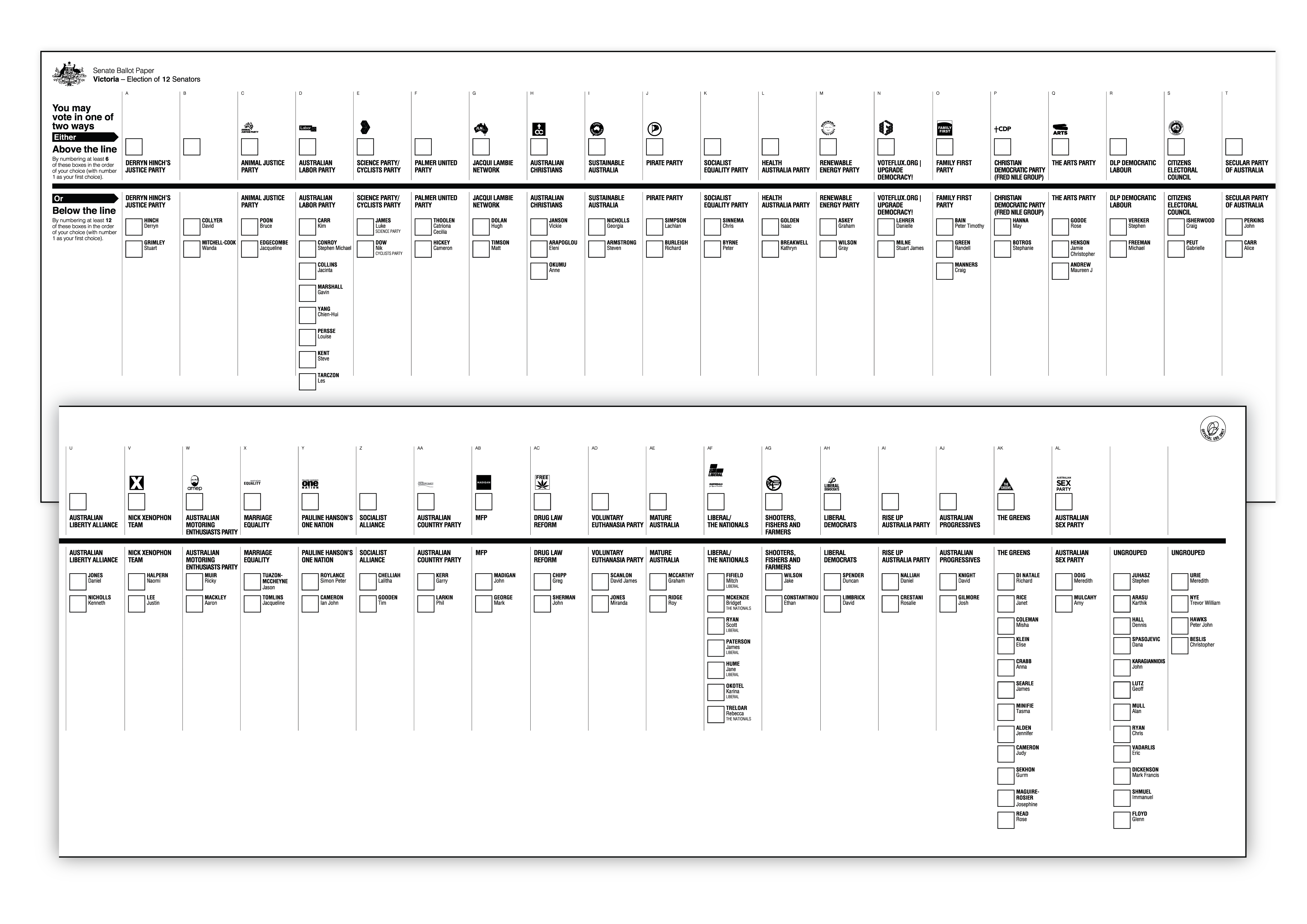
Exemple de bulletin de vote utilisé au Conseil (ici pour l'état de Victoria)

Le conseil est doté de 42 sièges pourvus pour des mandats de huit ans mais renouvelés par moitié tous les quatre ans au scrutin à vote unique transférable dans une unique circonscription électorale couvrant l’État entier. Dans ce mode de scrutin, à finalité proportionnelle, les électeurs classent au moins autant de candidats que de sièges à pourvoir par ordre de préférences en écrivant un chiffre à côté de chacun de leurs noms sur le bulletin de vote, 1 étant la première préférence,.
Dans la pratique, les candidats sont regroupés sur le bulletin de vote par partis, et les électeurs peuvent librement sélectionner l'ensemble des candidats de ce parti ou en sélectionner des candidats de partis différents, à condition d'en sélectionner au moins quinze. Les électeurs ont cependant la possibilité de voter directement pour le parti de leur choix en cochant une seule case, auquel cas l'ensemble de leurs préférences sont attribués aux candidats présentés par le parti dans l'ordre proposé par ce dernier. Les bulletins de vote sont imprimés avec les partis disposés horizontalement au-dessus d'une ligne sous laquelle leurs candidats sont disposés en colonnes verticales. Un vote directement par candidats est ainsi couramment appelé « En dessous de la Ligne » (Below the Line) et un vote par partis « Au dessus de la ligne » (Above the Line). Les partis ne sont pas contraints de présenter autant de candidats que de sièges à pourvoir et tendent à en présenter un nombre restreint afin de limiter la dispersion des voix de leurs électeurs, notamment chez les petit partis,.
Au moment du dépouillement, il est d'abord établi le quota de voix à atteindre par un candidat pour obtenir un siège en divisant le nombre de votes valides plus un par le nombre de sièges à pourvoir plus un. Les premières préférences sont d'abord comptées et le ou les candidats ayant directement atteint le quota sont élus. Pour chaque candidat élu, les secondes préférences de ses électeurs sont ajoutées au total des voix des candidats restants, permettant éventuellement à ces derniers d'atteindre à leur tour le quota. Si aucun candidat n'a atteint le quota dans la circonscription, ou qu'il reste des sièges à pourvoir après attribution des secondes préférences, le candidat arrivé dernier est éliminé et ses secondes préférences attribuées aux candidats restants. Si un candidat est élu ou éliminé et que ses secondes préférences vont à un candidat lui-même déjà élu ou éliminé, les préférences suivantes sont utilisées, et ainsi de suite. L'opération est renouvelée jusqu'à ce qu'autant de candidats que de sièges à pourvoir atteignent le quota,.
Les élections sont fixées tous les quatre ans au quatrième samedi du mois de mars. Le renouvellement par moitié du conseil s'accompagne de celui intégral de l'Assemblée législative, via un système électoral différent,.

## Composition
En 2023, le Conseil législatif comprend 42 sièges. Une majorité de 21 votes est nécessaire pour adopter une loi.
| Partis | Partis                                        | Nombre de sièges |
| ------ | --------------------------------------------- | ---------------- |
|        | Parti travailliste                            | 15               |
|        | Parti libéral                                 | 9                |
|        | Parti national                                | 5                |
|        | Verts                                         | 4                |
|        | Parti des chasseurs, pêcheurs et agriculteurs | 2                |
|        | Justice pour les animaux                      | 1                |
|        | Legalise Cannabis (en)                        | 1                |
|        | Parti libertarien (en)                        | 1                |
|        | Indépendants                                  | 4                |
| Total  | Total                                         | 42               |